# Dan Frost
Dan Frost, född den 22 januari 1961 i Frederiksberg, Danmark, är en dansk tävlingscyklist som tog OS-guld i poängloppet vid olympiska sommarspelen 1988 i Seoul. Han är bror med den olympiske bronsmedaljören Ken Frost.